# Wild Horses (film)
Wild Horses je americký hraný film z roku 2015, který režíroval Robert Duvall podle vlastního scénáře. Snímek měl světovou premiéru na South by Southwest Film Festivalu 17. března 2015.

## Děj
Před 15 lety záhadně zmizel Jimmy Davis, který se staral o koně na ranči Scotta Briggsa. Mladá policistka se rozhodne starý případ otevřít a vypátrat, jestli zmizení byla sebevražda nebo násilný čin.

## Obsazení
| Robert Duvall   | Scott Briggs   |
| James Franco    | Ben Briggs     |
| Josh Hartnett   | KC Briggs      |
| Adriana Barraza | paní Davis     |
| Jim Parrack     | Rogers         |
| Luciana Duvall  | Samantha Payne |
| Angie Cepeda    | Maria Gonzales |